# 角筑紫麻呂
角 筑紫麻呂（つの の つくしまろ、生没年不詳）は、奈良時代から平安時代初期にかけての貴族。氏は都努とも記される。姓は朝臣。官位は従五位下・上総介。勲位は勲六等。

## 経歴
桓武朝の延暦8年（789年）従五位下に叙爵し、衛門大尉次いで中衛将監に任ぜられる。延暦9年（790年）武蔵介として地方官に転じる。しかし、延暦14年（795年）官物を盗み取ったとして免官に処された。
翌延暦15年（796年）には早くも赦されたらしく内厩助として官界に復帰し、延暦18年（799年）上総介に任ぜられ、再び関東地方の国司を勤めている。

## 官歴
『六国史』による。
- 時期不詳：正六位上
- 延暦8年（789年） 正月6日：従五位下。3月16日：衛門大尉。8月12日：中衛将監
- 延暦9年（790年） 3月10日：武蔵介
- 延暦14年（795年） 閏7月13日：免官、見勲六等
- 延暦15年（796年） 12月4日：内厩助
- 延暦18年（799年） 9月10日：上総介